# James Bamford White

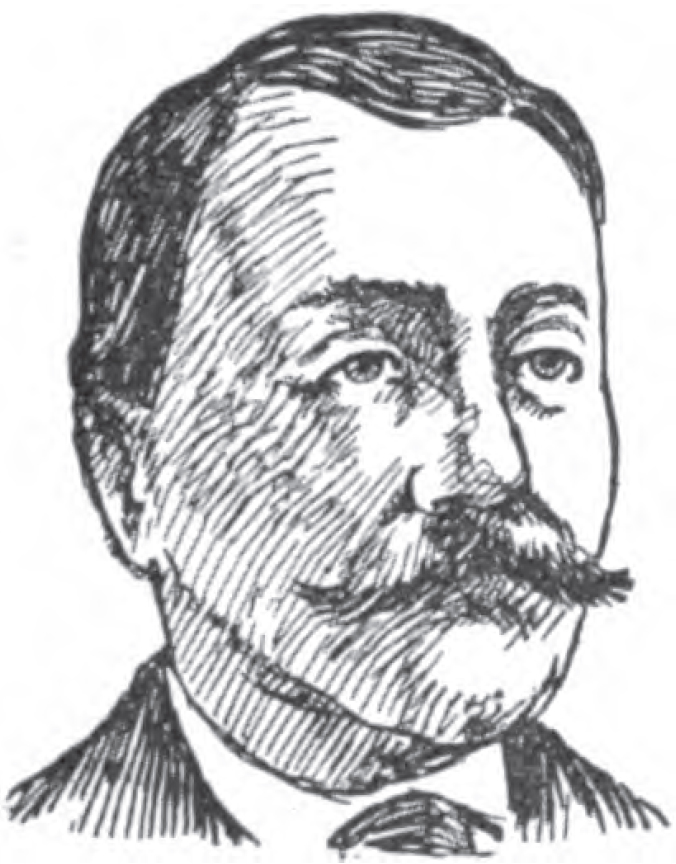
James Bamford White

James Bamford White (* 6. Juni 1842 bei Winchester, Kentucky; † 25. März 1931 in Irvine, Kentucky) war ein US-amerikanischer Politiker. Zwischen 1901 und 1903 vertrat er den Bundesstaat Kentucky im US-Repräsentantenhaus.

## Werdegang
James White besuchte die öffentlichen Schulen seiner Heimat und danach die Mount Zion Academy im Macon County in Illinois. Während des Bürgerkrieges trat er im Herbst 1863 dem Heer der Konföderation bei. Dort diente er bis zum Kriegsende im Jahr 1865. Anschließend war er in Irvine als Lehrer tätig. Nach einem gleichzeitigen Jurastudium und seiner 1867 erfolgten Zulassung als Rechtsanwalt begann er in Irvine in diesem Beruf zu arbeiten. Zwischen 1872 und 1880 fungierte er als Staatsanwalt im Estill County.
Politisch war White Mitglied der Demokratischen Partei. Bei den Kongresswahlen des Jahres 1900 wurde er im zehnten Wahlbezirk von Kentucky in das US-Repräsentantenhaus in Washington, D.C. gewählt, wo er am 4. März 1901 die Nachfolge von Thomas Y. Fitzpatrick antrat. Da er im Jahr 1902 auf eine erneute Kandidatur verzichtete, konnte er bis zum 3. März 1903 nur eine Legislaturperiode im Kongress absolvieren.
Nach seinem Ausscheiden aus dem US-Repräsentantenhaus praktizierte James White wieder als Anwalt. Im Jahr 1919 setzte er sich zur Ruhe. Er starb am 25. März 1931 in Irvine.